# Верхняя Маза (Ульяновская область)
Верхняя Маза — село в Радищевском районе Ульяновской области. Входит в состав Октябрьского сельского поселения.

## География
Расположено в 13 км к северу от районного центра Радищево, расстояние до областного центра Ульяновск — 153 км. Находится на реке Маза, приток Терешки.

## Название
Названо по реке Маза, с тюркского — «сухое».
Речки и сёла с названием «Маза» неоднократно встречаются не только в Симбирско-Самарском Поволжье, но и в Мордовии, в Пензенской и Нижегородской областях. В мордовском языке слово «маза» употребляется в значениях "красивый и «мелкий». А в татарском языке нарицательное «маза» значит «покой, спокойствие, спокойный». По одному из этих признаков была поименована речка Маза, а по речке — сёла Верхняя Маза и Нижняя Маза.

## История
Основано во второй половине XVIII веке.
С постройкой первой церкви село стало называться Покровское.
При создании Симбирского наместничества в 1780 году, село Покровское Верхняя Маза тож, помещиковых крестьян, вошло в состав Сызранского уезда.
Село известно прежде всего тем, что здесь провёл последние 10 лет жизни и умер Герой Отечественной войны 1812 года, поэт Денис Давыдов (1784—1839). Впервые Денис Давыдов прибыл в Верхнюю Мазу в 1820 году, а окончательно поселился в 1829 году. Ранее это было имение генерала русской армии, прославленного героя сражений суворовской эпохи Николая Александровича Чиркова и его жены — Елизаветы Петровны, дочери Петра Алексеевича Татищева, который в качестве приданого подарил имение своей дочери Софье Чирковой, ставшей женой Дениса Давыдова в 1819 году. В настоящее время здание дома-усадьбы Дениса Давыдова полностью утрачено.
В Верхнюю Мазу к Давыдову приезжали передовые люди того времени: Ивашевы, Татариновы, Языковы, Поливановы, Бестужевы и др. В Верхней Мазе Д. В. Давыдов написал более двух десятков стихотворений, мемуары, военно-исторические статьи.

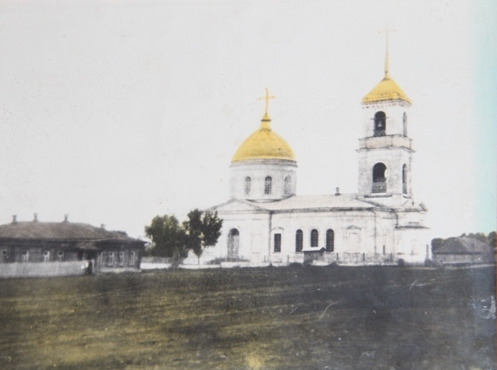
Покровская церковь (старая).

Храм каменный, построен в 1845 году женой генерал-лейтенанта Софией Николаевной Давыдовой (1795—1880). Престолов три: главный (холодный) — в честь Покрова Пресвятые Богородицы, в приделах: в правом (тёплый) — во имя св. мученицы Софии и трёх её дочерей Веры, Надежды и Любви и в левом (тёплый) — во имя свв. Симеона Богоприемца и Анны Пророчицы.
7 мая 1848 года в селе произошёл разорительный пожар — сгорело «до ста дворов с хлебом и крестьянским имуществом».
После смерти Дениса Васильевича в Верхней Мазе помещиком был отставной гвардейский штабс-капитан Николай Денисович Давыдов (1825—1885) — сын Дениса Васильевича. В 1853 году он женился на Софье Петровне Бестужевой — дочери друга и соседа Давыдовых Петра Александровича Бестужева, которую знал с детства. Ещё при жизни отца вместе с сестрами и братьями Николай часто бывал в доме Бестужевых, в их имении в селе Большая Репьёвка. Пётр Александрович Бестужев, отец Софьи Петровны, был женат на сестре поэта Языкова Прасковье Михайловне. У Николая Денисовича и Софьи Петровны было пятеро детей — Пётр, Александр, Николай, Мария и Софья. Жили они то в Верхней Мазе, то в Симбирске, то уезжали в Саратовскую губернию, где у них было второе имение в Хвалынском уезде в селе Благодатном. В 1877 году умерла Софья Петровна. В настоящее время надгробная плита Софьи Петровны хранится в музее Верхнемазинской школы, которая была найдена краеведами в поддоне печи старого разрушенного дома. Николай Денисович пережил жену на восемь лет, умер в 1885 году в Петербурге. В Верхней Мазе обосновался их сын гвардии ротмистр Николай Николаевич, который женился на дочери Новоспасского помещика шталмейстера Императорского Двора А. C. Амбразанцева-Нечаева — Александре Алексеевне. Они прожили в Верхней Мазе до революции. С ними жила сестра Николая Николаевича — Марья Николаевна.
В 1859 году село Верхняя Маза, по почтовому тракту из г. Симбирска в г. Саратов, входило в 1-й стан Сызранского уезда Симбирской губернии.
С 1861 года село Верхняя Маза входило в состав Верхне-Мазинской волости.
В 1872 году, по инициативе И. Н. Ульянова и при содействии попечителя школы, сына поэта-партизана Н. Д. Давыдова в селе было открыто начальное мужское училище.
В 1913 г. в селе Верхняя Маза (Покровское) было 373 двора, 2005 жителей, каменная Покровская церковь, построенная помещицей С. Н. Давыдовой в 1845 г. (не сохранилась), волостное правление, конезавод дворянки А. А. Давыдовой, 2 паровых и 4 ветряных мельницы, усадьбы землевладельцев Н. Н. Давыдова (внук Д. В. Давыдова), С. Н. Буторовой (правнучка Д. В. Давыдова), В. А. Феденко. 
16 мая 1930 году в селе был организован колхоз «Красный Октябрь», в 1960 году преобразован в отделение совхоза «Сызранский».
В 2005 году село вошло в состав Октябрьского сельского поселения.
15 сентября 2014 года состоялась закладка нового храма. А в праздник Покрова Пресвятой Богородицы 2016 года епископ Барышский и Инзенский Филарет освятил новый храм.

## Население
- В 1780 году — 382 ревизских душ[3].
- В 1859 году — 713 муж. и 838 жен.[9];
- В 1900 году — в 320 дворах жило: 971 м и 986 ж.[5];
- В 1913 г. в селе Верхняя Маза (Покровское) было 373 двора, 2005 жителей.
- В 1996 г. — население 1060 человек[15].

| 2010 |
| ---- |
| 993  |

## Известные уроженцы, жители
- Чирков Николай Александрович — русский генерал, участник русско-турецкой войны 1787—1792 гг. Жил в селе.
- Давыдов Денис Васильевич — русский поэт, мемуарист, генерал-лейтенант. Один из командиров партизанского движения во время Отечественной войны 1812 года. Жил в селе.
- Юлия Денисовна Засецкая — русская благотворительница и переводчица религиозной литературы. Дочь Дениса Давыдова .
- Вадим Денисович Давыдов — генерал-майор, участник Крымской войны, казанский губернский воинский начальник. Младший сын Дениса Давыдова.
- Давыдов Николай Николаевич — сызранский уездный предводитель дворянства, камергер. Жил в селе.
- Родина ульяновского писателя Андрея Ивановича Царёва (1914—1989), журналиста, члена Союза писателей СССР, автора детских книг, поэмы «Высокое достоинство» о легендарном поэте-гусаре Денисе Давыдове и книг об Александре Матросове: «Здесь жил Александр Матросов», «Детство и юность Александра Матросова», «Возмужание»[16].
- Шувалова Таисия Константиновна — оператор по выращиванию телят агрофирмы «Сызранская» Радищевского района Ульяновской области, полный кавалер ордена Трудовой Славы (1990).

## Инфраструктура
Отделение АОЗТ «Сызранское», средняя школа им. Д. Давыдова (в современном каменном здании), каменное здание ДК, построенное в 1956 и представляющее характерный образец архитектуры той эпохи, медпункт, машинно-мелиоративная станция . Новая церковь в честь Покрова Пресвятой Богородицы.

## Достопримечательности
- 16 июля 1960 г. в сквере установлен бронзовый бюст поэту Денису Давыдову (скульптор Р. А. Айрапетян)[18].
- В 1984 г. в Верхнемазинской средней школе был создан историко-литературный музей Д. В. Давыдова[19].
- Памятник погибшим воинам в Великой Отечественной войне (1996)[20]
- «Усадьба Дениса Давыдова» филиал Ульяновского областного краеведческого музея имени И. А. Гончарова[21].

## Галерея

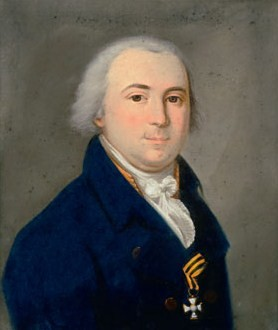
Николай Александрович Чирков (1753—1806), помещик В. Мазы.
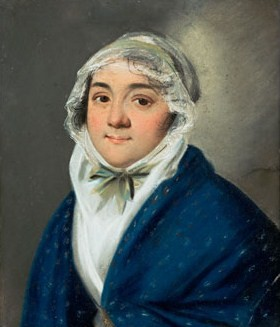
Елизавета Петровна Чиркова, урождённая Татищева (1764—1823), мать Софьи Николаевны Давыдовой (Чирковой).
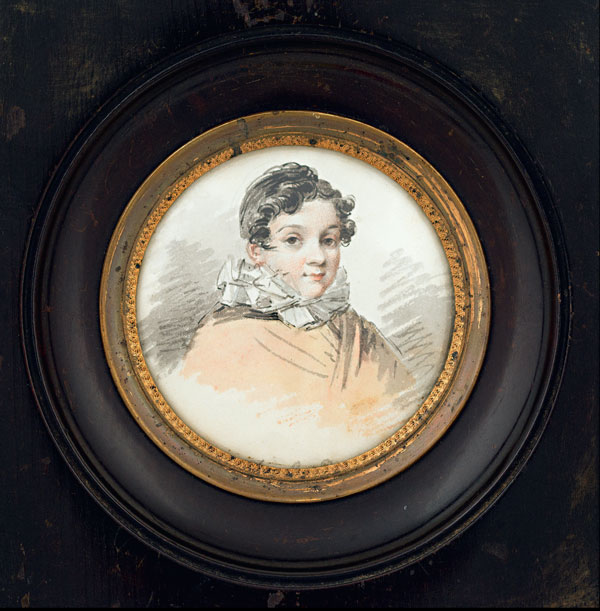
Софья Николаевна Давыдова, урождённая Чиркова (1795–1880)
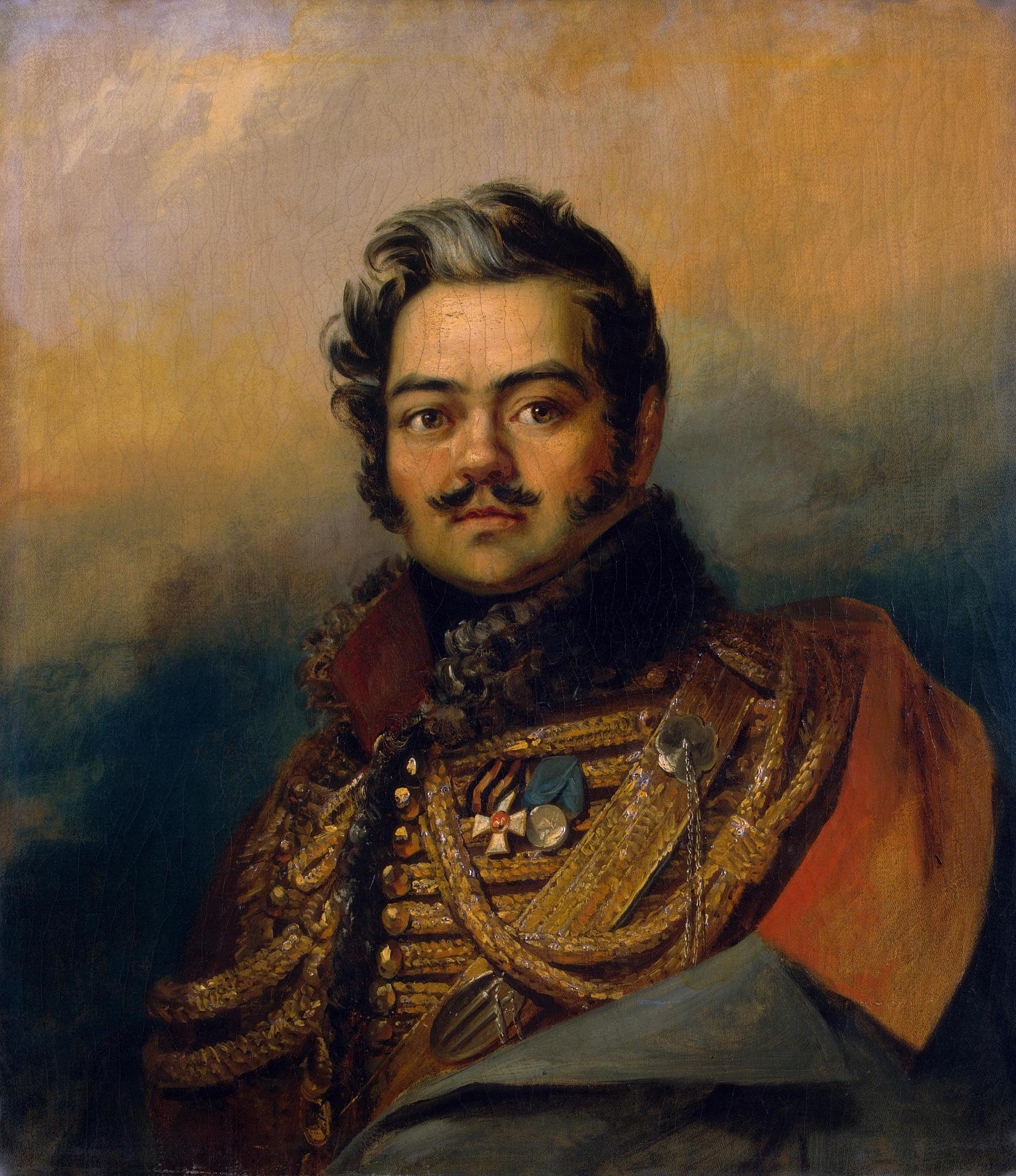
Денис Васильевич Давыдов.
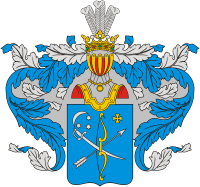
Герб дворянского рода Давыдовых.
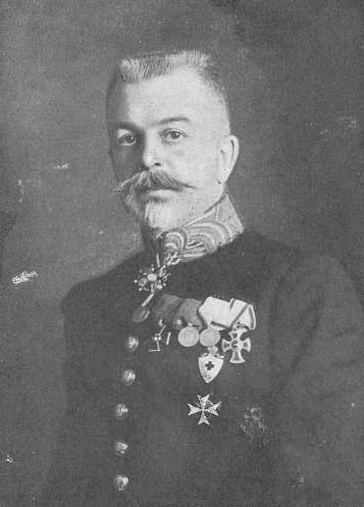
Давыдов Николай Николаевич. Внук Д. Давыдова, жил в селе.